# DJ Bront
DJ Bront, pseudonimo di Daniele Procopio (Milano, 16 marzo 1993), è un disc jockey e turntablist italiano.

## Biografia
Entra a far parte del mondo dei Dj avvicinandosi allo scratch ed al beatjuggle a partire dal 2014. La sua formazione nel mondo del Turntablism è accompagnata da Dj Skizo pioniere dell'Hip Hop Italiano. Prende parte ad eventi di rilevanza nazionale come il Be There Or Be Square, serata organizzata per celebrare la cultura Hip Hop con ospiti del calibro di Marley Marl, Craig G, Dj Gruff, Inoki o la Festa della Musica con nomi noti come Axos, Jack the Smoker, Lazza e molti altri. Saranno le prime apparizioni che lo porteranno a conoscere e collaborare anche con questi artisti negli anni a venire. 
Mentre lavora come dj durante vari eventi intraprende anche il percorso che lo porterà ad affermarsi nel mondo della Battle tra Dj a livello nazionale ed internazionale, infatti, nel 2018 diventa Campione Italiano dell'IDA (International Dj Association) che lo porta a rappresentare l'Italia ai Campionati Mondiali svolti a Cracovia. Nell'anno seguente vince la Killa Combat Scratch, il campionato italiano sponsorizzato da marchi come Technics e Numark dedicato allo Scratch ed il DMC Italy nella Categoria Battle for Supremacy, guadagnandosi il diritto di rappresentare l'Italia nel Campionato Mondiale DMC World DJ Championships a Londra. Nel 2020 si riconferma Campione del DMC Italy per la Categoria classica dei 6 Minuti, rappresentando ancora una volta l'Italia nel campionato mondiale. Da qui in poi viene chiamato come giudice e organizzatore delle competizioni in cui si è affermato.
Dj Bront è noto per la sua attività in ambito discografico, infatti, collaborando con Real Talk, uno dei più importanti format dedicati al mondo urban su YouTube pubblica nel 2019 il disco Real Talk Cypher Vol.1 uscito per Warner Music Group di cui cura mixaggio e scratch e che lo vede collaborare con i più forti artisti della scena come Vegas Jones, Nayt, Clementino; contestualmente sarà il resident dj per l'evento organizzato al Carroponte con migliaia di persone presenti da ogni parte d'Italia.
Nel 2020 decide di pubblicare con il TLab del produttore multiplatino Yazee il suo primo disco Musica illecita, un disco che riscontra pareri positivi in tutta Italia e finisce sold out dopo pochi mesi. Il disco vede la presenza di molti rapper storici come Montenero della Dogo Gang e pionieri più attuali come Lanz Khan.
Le collaborazioni nel frattempo sono numerose, lavora ai Remix del nuovo disco postumo di Joe Cassano, prende parte al disco di Dj Fede Suono Sporco Vol1 e Vol 3 ed al disco per i 30 anni di carriera degli Otierre "Splendente".
Nel 2021 pubblica un nuovo disco per la Skill To Deal Records intitolato Scratch Boundaries di stampo internazionale, infatti, sono presenti Djs ospiti provenienti da tutti i continenti da ogni parte del mondo: Grecia, Inghilterra, USA, Brasile, Giappone, Russia, Australia e Algeria. Come Special Guest italiano si può trovare solo TY1 con cui pubblica il singolo The Italian Job. Il suo percorso prosegue entrando nella crew Alien Army con cui pubblica il singolo Top of the world e lavora alla produzione del nuovo disco.
Tra il 2022 ed il 2023 prende parte al primo album Santa Sede dell'omonimo gruppo fondato da Rollz Rois e Less Torrance, prosegue il rapporto con Dj Fede che lo invita a collaborare in diversi EP che usciranno nel corso del tempo come Young Veterans con Dafa dello storico gruppo Lyricalz e partecipa al disco ufficiale di Maury B The Legacy per Believe Music
Durante il 2024 pubblica il singolo Protagonisti con Alien Army ed un video che ripercorre la storia della crew dal 1996 ad oggi. Il rapper Vacca lo invita a collaborare nel suo ultimo progetto Graveyard Duppies. Inoltre partecipa al nuovo disco di Dj Skizo Prima Del Prima anticipato da due singoli: Prima che sfaso feat Inoki e Nerone e Portami Lontano feat Clementino, a cui prende parte.

## Discografia
Da solista
- 2020 - Musica illecita
- 2021 - Scratch Boundaries

Collaborazioni
- 2019 - Real Talk Real Talk Cypher Vol.1
- 2021 - Alien Army Top of the World
- 2024 - Dj Skizo Prima del Prima

## Premi
- 2018 - IDA Italy Technical Category
- 2019 - Killa Combat Scratch
- 2019 - DMC Italy Battle for Supremacy
- 2020 - DMC Italy 6 Min Category